# Алессандра Меєр-Вельден
Алессандра «Сенді» Меєр-Вельден (нім. Alessandra «Sandy» Meyer-Wölden; нар. 14 березня 1983, Мюнхен) — німецька модель, акторка, телеведуча та дизайнерка ювелірних прикрас.

## Життєпис

### Раннє життя
Алессандра Меєр-Вельден народилася в сім'ї Фатера Акселя Меєр-Вельдена, менеджера тенісиста Бориса Бекера, і уродженки Еритреї Антонелли, співачки попдуету Cafe au lait («Кава з молоком»), де співала зі своєю сестрою-близнючкою. У дитинстві вона почала займатися тенісом у клубі Tennisclub Großhesselohe, де виграла свої перші турніри. Пізніше вона разом із сім'єю переїхала до Флориди, де почала тренуватися в академії Ніка Боллетьєрі. Була в дитячому списку Міжнародної федерації тенісу. У віці 16 років вирішила завершити тенісну кар'єру. Алессандра закінчила університет Маямі зі ступенем бакалавра в галузі комунікаційних наук.

### Кар'єра
У 2001 році з'явилася на обкладинці німецького журналу Max. У 2002-2004 роках працювала в модельному агентстві Elite Model Management. У 2005 році Алессандра заснувала ювелірну компанію Lovechild і відтоді працювала дизайнером ювелірних прикрас.

### Особисте життя
У віці 16 років почала зустрічатися з німецьким тенісистом Томмі Гаасом. Через сім років вони розлучилися.
25 вересня 2010 року Алессандра вийшла заміж за Олів'є Похера. У пари народилося троє дітей — дочка (нар. 2 лютого 2010) і два сини-близнюки (нар. 25 вересня 2011). 11 квітня 2013 року пара оголосила про розлучення.